# Максад Ісаєв
Максад Музаффар огли Ісаєв (азерб. İsayev Məqsəd Müzəffər oğlu, нар. 7 червня 1994, Баку, Азербайджан) — азербайджанський футболіст, фланговий захисник клубу «Габала».

## Клубна кар'єра
Максад Ісаєв народився у Баку і свою футбольну кар'єру починав в молодіжній команді столичного клубу «Нефтчі». 30 листопада 2013 року Максад дебютував у першій команді «нафтовиків» у матчах чемпіонату Азербайджану. Кольори «Нефтчі» Ісаєв захищав протягом чотирьох сезонів, провівши в команді понад 70 матчів і вигравши за цей період національний кубок.
У 2018 році Ісаєв зіграв шість матчів у складі «Кешлі», а по закінченню сезону, влітку 2018 року Ісаєв перейшов до клубу «Сабах». Після цього ще один сезон провів у складі «Сабаїла» і у 2021 році приєднався до клубу «Габала», підписавши з клубом дворічний контракт.

## Збірна
Максад Ісаєв виступав за юнацькі та молодіжну збірні Азербайджану. У 2017 році у складі збірної Азербайджану (U23) брав участь у переможному для Азербайджану футбольному турнірі Ісламських ігор солідарності.

## Досягнення
Нефтчі
 Переможець Кубка Азербайджану: 2013/14
Кешля
 Переможець Кубка Азербайджану: 2017/18
Габала
 Переможець Кубка Азербайджану: 2022/23
Азербайджан (U-23)
- Переможець Ісламських ігор солідарності: 2017